# Gona
Gona è un'area archeologica preistorica nella regione degli Afar in Etiopia.

## Descrizione
Gona è conosciuta principalmente per i suoi siti archeologici e le scoperte di fossili di ominidi del Miocene superiore, del Pliocene inferiore e del Pleistocene inferiore. Qui furono scoperti fossili di Ardipithecus e Homo erectus; due dei reperti più significativi sono uno scheletro postcranico di Ardipithecus ramidus e un bacino di Homo erectus quasi completo.
Storicamente, qui sono stati trovati tra i più antichi manufatti Olduvaiani che, anche non sono i più antichi ritrovati, restano essenziali per la comprensione di questa facies culturale. L'importanza di questi siti deriva anche dai resti che documentano gli inizi della successiva fase della cultura acheuleana.